# Petromus typicus
Il ratto delle rocce, detto anche noki o ratto procavia, (Petromus typicus  A. Smith, 1831) è un roditore endemico dell'Africa meridionale, unica specie del genere Petromus (A. Smith, 1831) e della famiglia Petromuridae (Wood, 1955).

## Descrizione

### Dimensioni
Roditore di grandi dimensioni, con la lunghezza della testa e del corpo tra 135 e 224 mm, la lunghezza della coda tra 116 e 175 mm, la lunghezza del piede tra 27 e 40 mm, la lunghezza delle orecchie tra 10 e 17 mm e un peso fino a 285 g.

### Caratteristiche craniche e dentarie
Il cranio è appiattito, il rostro è sottile e la regione inter-orbitale è ampia. La disposizione del muscolo massetere è tipicamente istricomorfa (Fig.1), il foro infra-orbitale è allargato, le arcate zigomatiche sono robuste. La bolla timpanica è considerevolmente rigonfia, la mandibola, di tipo istricognato (Fig.2) è molto ampia posteriormente, con una distinta cresta sul lato inferiore esterno che si estende in avanti fino alla base del primo molare. Gli incisivi superiori sono stretti, lisci ed opistodonti, ovvero con la punta rivolta verso l'interno della bocca. Sono presenti quattro denti masticatori su ogni semi-arcata, ognuno con la corona elevata e con quattro radici. La superficie occlusale è composta da due lobi separati da profonde rientranze.
Sono caratterizzati dalla seguente formula dentaria:

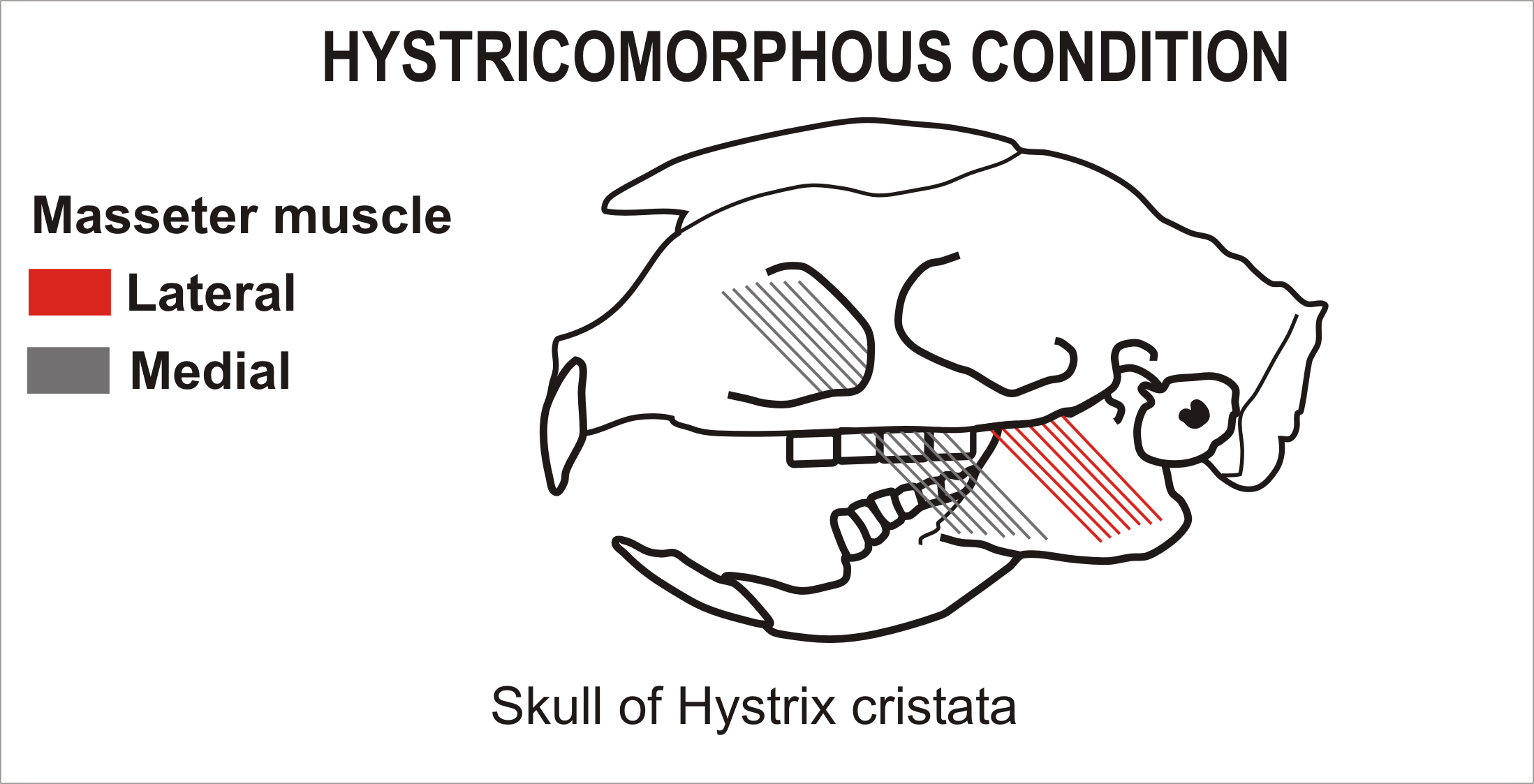
Fig.1

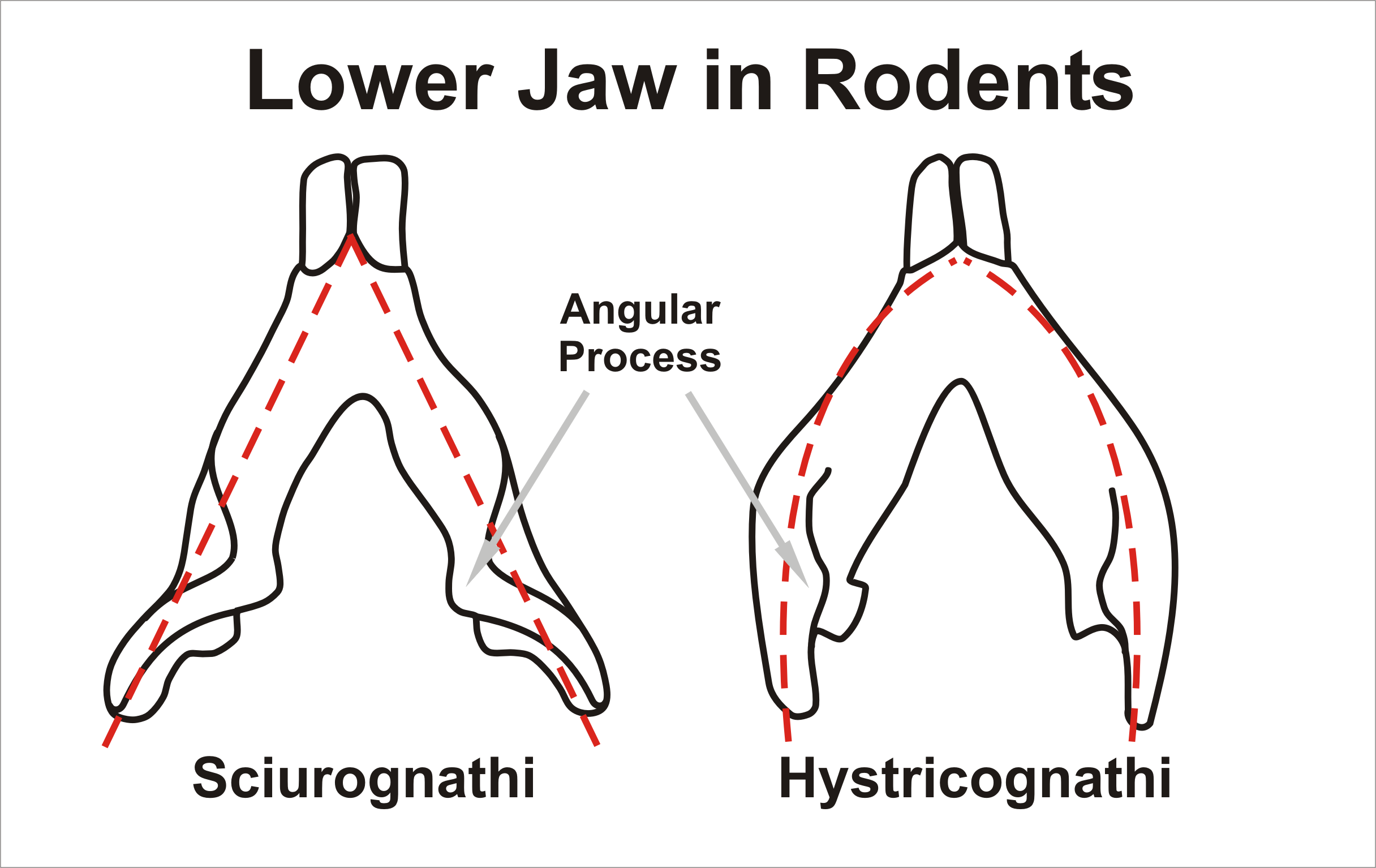
Fig.2

### Aspetto
L'aspetto è quello di un insolito incrocio tra un ratto ed uno scoiattolo, il corpo è rivestito di una pelliccia relativamente lunga e ruvida, le parti dorsali sono bruno-nerastre, grigio scure o giallo-brunastre chiare con la base dei peli grigia, mentre le parti ventrali sono leggermente più chiare. La testa è grande ed appiattita, il naso appuntito e le labbra sono più chiari. Le vibrisse sono lunghe, gli occhi sono grandi e circondati da anelli più chiari. Le orecchie sono nerastre o grigio scure, piccole, ovali e cosparse di cortissimi peli. Gli arti sono brevi, le zampe anteriori hanno quattro dita, il pollice è rudimentale, il palmo possiede cinque cuscinetti carnosi, i piedi sono larghi, hanno cinque dita munite di corti artigli affilati e quattro cuscinetti carnosi sulle piante. La coda è leggermente più corta della testa e del corpo, è densamente ricoperta di lunghi peli, dello stesso colore della groppa alla base e nerastra all'estremità. Solitamente quest'ultima viene tenuta appoggiata sul terreno, non sopra il corpo come negli scoiattoli. Le femmine hanno due paia di mammelle pettorali laterali e un paio inguinale, spesso mancante. Le costole sono particolarmente flessibili per permettere il passaggio nelle strette feritoie rocciose 

## Biologia

### Comportamento
È una specie rupicola e diurna, ben adattata alla vita in ambienti rocciosi ed aridi. Le attività principali si svolgono al mattino presto e alla tarda sera, quando la temperatura esterna è più bassa, il resto del giorno lo passa a crogiolarsi sopra gli ammassi rocciosi, a riposare sotto di essi per proteggersi dagli uccelli predatori e a pettinarsi la pelliccia reciprocamente. Socialmente monogamo, vive in gruppi famigliari che variano in dimensioni da tre a cinque individui. Occasionalmente i gruppi sono più grandi, fino a 22 animali appartenenti probabilmente a due gruppi famigliari, particolarmente quando condividono gli stessi rifugi tra gli ammassi rocciosi. I raggi d'azioni delle varie coppie non si sovrappongono e sono di circa 0,34 ettari nei maschi e 0,23 nelle femmine. Durante il riposo notturno emettono dei soffici squittii intermittenti.

### Alimentazione
Si nutre di una vasta varietà di foglie, fiori, steli e frutta con variazioni dipendenti dalla stagione e dalla località. Le foglie e gli steli d'erba vengono tagliati e portati ai rifugi. Si arrampica sugli arbusti e piccoli alberi per raccogliere i frutti.

### Riproduzione
Nelle zone con precipitazioni invernali, nella Namibia sud-occidentale e nel Namaqualand, la riproduzione avviene in primavera, nelle resto dell'areale dove la stagione umida è in estate, femmine gravide sono state osservate da settembre all'aprile successivo con picchi nei mesi autunnali. Danno alla luce 1-3 piccoli alla volta dopo una gestazione di 12 settimane. Alla nascita pesano fino a 20 g, hanno occhi ed orecchie aperti, sono completamente pelosi e già in grado di aggrapparsi alla madre dopo appena 10 minuti di vita. Riceve i primi cibi solidi dopo due settimane e viene svezzato al ventesimo giorno. Raggiunge il peso degli adulti dopo un anno.

## Distribuzione e habitat
Questa specie è diffusa nell'Africa sud-occidentale, dall'estrema parte sud-occidentale dell'Angola attraverso la Namibia occidentale fino al Sudafrica occidentale.
Vive in ambienti tipicamente rocciosi dove la precipitazione annua è di 50–400 mm, tra affioramenti granitici e sedimentari, in canyon e pendii montani.

## Tassonomia
Attualmente nessuna sottospecie è stata riconosciuta valida, tuttavia è possibile identificare tre gruppi distinti, che si differenziano dalla colorazione della pelliccia.
- Pelliccia giallo-brunastra, diffusi nel Sudafrica nord-orientale e nella Namibia sud-orientale, corrispondono alla forma tipica P.typicus e ai sinonimi P.ausensis, P.barbiensis, P.cinnamomeus, P.karasensis, P.namaquensis;
- Pelliccia marrone chiara, diffusi nella Namibia centrale e nord-occidentale e nell'Angola sud-occidentale, corrispondono ai sinonimi P.coetzeei, P.greeni, P.koboscensis, P.marjoriae, P.pallidior, P.tropicalis, P.windhoekensis;
- Pelliccia grigia, diffusi nei Monti Otavi ad est fino al Kaokoveld e a nord fino al fiume Kunene, nella Namibia nord-orientale, corrispondono a P.cunealis e P.guinasensis.

## Conservazione
La IUCN Red List, considerato il vasto areale, la popolazione presumibilmente numerosa e la presenza in divers aree protette, classifica P.typicus come specie a rischio minimo (Least Concern).